# Hoplolabis (Parilisia) albibasis
Hoplolabis (Parilisia) albibasis is een tweevleugelige uit de familie steltmuggen (Limoniidae). De soort komt voor in het Palearctisch gebied.